# 칩스 앤드 테크놀로지스
칩스 앤드 테크놀로지스(Chips and Technologies, Inc., C&T)는 1984년 12월 고든 A. 캠벨(Gordon A. Campbell)과 다도 바나타오(Dado Banatao)가 캘리포니아주 밀피타스에 설립한 초기 팹리스 반도체 회사였다.
1985년 9월에 발표된 첫 번째 제품은 강화 그래픽 어댑터(EGA)에서 IBM 독점 칩 19개의 기능을 처리하는 4칩 EGA 칩셋이었다. 그해 11월 컴덱스까지 6개 이상의 회사가 C&T 칩셋을 기반으로 한 EGA 호환 보드를 출시했다. 그 뒤를 이어 PC 마더보드용 칩셋과 기타 컴퓨터 그래픽 칩이 뒤따랐다.
C&T는 주로 그래픽 칩 사업을 위해 1997년 인텔에 인수되었다.
C&T의 전 구성원들은 CHIPS 65545, 65550, 65555, 69000, 69030 및 기타 노트북 및 LCD 지향 그래픽 IC에 대한 지원을 계속하기 위해 2000년 1월 Asiliant Technologies를 설립했다. 인텔은 Asiliant에 C&T 칩을 제작, 판매 및 서비스할 수 있는 권한을 부여했다. Asiliant는 문을 닫을 때까지 향후 몇 년간 C&T 부품을 제조 및 판매했다.

## 같이 보기
- S3 그래픽스
- 인텔 칩셋 목록